# Колхоз
Колхо́з (акроним от коллективное хозяйство) — тип предприятия в Советской России и СССР, предназначенного для коллективного ведения сельского хозяйства.
Хотя артели, занимавшиеся сельским хозяйством, существовали в Российской империи и до революции 1917 года, колхозы, базировавшиеся на принципах государственной собственности, появились с установлением Советской власти. Первоначально слово «колхоз» было общим названием для трёх типов хозяйств: товариществ по совместной обработке земли (ТпСОЗ или ТОЗ), сельскохозяйственных артелей и сельскохозяйственных коммун, однако к 1938 году в СССР осталась только одна форма коллективного производства на селе — сельскохозяйственные артели, которые в дальнейшем и стали называть «колхозами». Такие артели являлись производственными кооперативами, при вступлении в которые участники безвозмездно обобществляли (передавали в коллективную собственность юридического лица) свои средства производства (скот, сельскохозяйственная техника, инвентарь, семена, постройки и т. д.). Земельные участки выбывали из единоличного пользования, объединялись и передавались колхозам в бессрочное безвозмездное пользование, оставаясь в государственной собственности. В личной собственности семьи оставался жилой дом с небольшим (в среднем 0,5 га) приусадебным участком, могла оставаться одна корова, до десятка мелких животных и птица. 
Хотя каждый член артели являлся её совладельцем, результат деятельности делился в зависимости от трудового вклада без учёта корпоративных прав (имущественной доли, пая). Выполненная работа зачастую оценивалась не в деньгах, а в затратах рабочего времени — трудоднях, которые суммировались и формировали долю, которая причиталась работнику при распределении продукции и доходов по завершении сельскохозяйственного производственного цикла. К 1966 году учёт в трудоднях и выплаты натурой были повсеместно заменены на денежные формы.
После смерти Сталина многие колхозы путём укрупнения были преобразованы в совхозы. С распадом СССР как колхозы, так и совхозы были реорганизованы по результатам приватизации в другие формы собственности. Тем не менее, слово «колхоз» осталось в лексиконе и время от времени применяется для обозначения любых сельскохозяйственных товаропроизводителей — юридических лиц, вне зависимости от их организационно-правовой формы. В повседневной речи слово «колхоз» используется как синоним хаоса, неорганизованности и беспорядка, а также для обозначения сельской местности вообще, а прилагательное «колхозное» обозначает неряшливый, некачественный, неэстетичный продукт или товар.
Аналогом колхозов можно назвать «народные коммуны» в Китае во времена «Большого скачка», а также кибуцы в Израиле.

## История

### Первые колхозы
Коллективные хозяйства в деревне в Советской России стали возникать начиная с 1918 года. В зависимости от степени обобществления средств производства встречались три формы хозяйств:
- Товарищество по совместной обработке земли (ТСОЗ), в котором обобществлялись землепользование и труд. Скот, машины, инвентарь, постройки оставались в личной собственности крестьян. Доходы распределялись не только по количеству труда, но и в зависимости от размеров паевых взносов и ценности средств производства, временно предоставленных товариществу для ведения работ.
- Сельскохозяйственная коммуна (СХК) — унитарное предприятие, объединялись все средства производства (постройки, мелкий инвентарь, скот) и землепользование. Обычно их организовывали на базе бывших помещичьих и монастырских земель, а члены изначально не имели личного хозяйства либо оно было незначительным. В результате члены коммуны даже на бытовом уровне всецело зависили от деятельности коммуны — они не имели своего личного подсобного хозяйства. При этом распределение было уравнительное («коммунистическое»): по количеству потребителей в семье (по едокам), а не по труду или его результату.
- Сельскохозяйственная артель (СХА) — производственный кооператив, обобществлялись землепользование, труд и основные средства производства — рабочий скот, техника, оборудование, продуктивный скот, хозяйственные постройки и т. д. В личной собственности крестьян оставались жилой дом и подсобное хозяйство (в том числе продуктивный скот), размеры которого ограничивались уставом артели. Доходы распределялись по количеству и качеству труда (по трудодням).

Параллельно с колхозами с 1918 года на базе специализированных хозяйств (например, конезаводов) создавались совхозы, в которых собственником средств производства и земли выступало государство, а работающие там являлись наёмными работниками, не совладельцами — им начислялись заработная плата по нормативам в денежной форме.
По данным на июнь 1929 год, коммуны составляли 6,2 % всех колхозов в стране, ТОЗы — 60,2 %, сельскохозяйственные артели — 33,6 %.

### Массовая коллективизация
С весны 1929 года на селе проводились мероприятия, направленные на увеличение числа коллективных хозяйств — в частности, комсомольские походы «за коллективизацию». В основном применением административных мер удалось добиться существенного роста коллективных хозяйств (преимущественно в форме ТОЗов).
Ноябрьский (1929) пленум ЦК ВКП(б) принял постановление «Об итогах и дальнейших задачах колхозного строительства», в котором отметил, что в стране начато широкомасштабное социалистическое переустройство деревни и строительство крупного социалистического земледелия. В постановлении было указано на необходимость перехода к сплошной коллективизации в отдельных регионах. На пленуме было принято решение направить в колхозы на постоянную работу 25 тыс. городских рабочих (двадцатипятитысячники) для «руководства созданными колхозами и совхозами» (фактически их число впоследствии выросло чуть ли не втрое, составив свыше 73 тыс.).
Созданному 7 декабря 1929 года Наркомзему СССР под руководством Я. А. Яковлева было поручено «практически возглавить работу по социалистической реконструкции сельского хозяйства, руководя строительством совхозов, колхозов и МТС и объединяя работу республиканских комиссариатов земледелия».
Основные активные действия по проведению коллективизации пришлись на январь — начало марта 1930 года, после выхода Постановления ЦК ВКП(б) от 5 января 1930 года «О темпе коллективизации и мерах помощи государства колхозному строительству». В постановлении была поставлена задача в основном завершить коллективизацию к концу пятилетки (1932), при этом в таких важных зерноводческих районах, как Нижняя и Средняя Волга и Северный Кавказ, — уже к осени 1930 или весной 1931 годов.
«Спущенная на места коллективизация» проходила, однако, в соответствии с тем, как её видел тот или иной местный чиновник — например, в Сибири крестьян массово «организовывали в коммуны» с обобществлением всего имущества. Районы соревновались между собой в том, кто быстрее получит больший процент коллективизации и т. п. Широко применялись различные репрессивные меры, которые Сталин позднее (в марте 1930) подверг критике в своей знаменитой статье «Головокружение от успехов» и которые получили в дальнейшем название «левые загибы» (впоследствии подавляющее большинство таких руководителей были осуждены как «троцкистские шпионы».) Рекомендации по проведению коллективизации, указанные как в самом тексте статьи, так и в секретных приложениях в большинстве своём не выполнялись, хотя некоторые — наоборот, «перевыполнялись» (в отношении «процента» кулаков и сроков проведения коллективизации).
Это вызывало резкое сопротивление крестьянства. Согласно данным из различных источников, приводимым О. В. Хлевнюком, в январе 1930 года было зарегистрировано 346 массовых выступлений, в которых приняли участие 125 тыс. человек, в феврале — 736 (220 тыс.), за первые две недели марта — 595 (около 230 тыс.), не считая Украины, где волнениями было охвачено 500 населённых пунктов. В марте 1930 года в целом в Белоруссии, Центрально-Чернозёмной области, в Нижнем и Среднем Поволжье, на Северном Кавказе, в Сибири, на Урале, в Ленинградской, Московской, Западной, Иваново-Вознесенской областях, в Крыму и Средней Азии было зарегистрировано 1642 массовых крестьянских выступления, в которых приняли участие не менее 750—800 тыс. человек. На Украине в это время волнениями было охвачено уже более тысячи населённых пунктов.

### Борьба с перегибами
2 марта 1930 года в советской печати было опубликовано письмо Сталина «Головокружение от успехов», в котором вина за «перегибы» при проведении коллективизации была возложена на местных руководителей.
14 марта 1930 года ЦК ВКП(б) принял постановление «О борьбе с искривлениями партлинии в колхозном движении». На места была направлена правительственная директива о смягчении курса в связи с угрозой «широкой волны повстанческих крестьянских выступлений» и уничтожения «половины низовых работников». После резкой статьи Сталина и привлечения отдельных руководителей к ответственности темп коллективизации снизился, а искусственно созданные колхозы и коммуны начали разваливаться.
После XVI съезда ВКП(б) (1930), однако, произошёл возврат к установленным в конце 1929 года темпам сплошной коллективизации. Декабрьский (1930) объединённый пленум ЦК и ЦКК ВКП(б) постановил в 1931 году завершить коллективизацию в основном (не менее 80 % хозяйств) на Северном Кавказе, Нижней и Средней Волге, в степных районах Украинской ССР. В других зерновых районах коллективные хозяйства должны были охватить 50 % хозяйств, в потребляющей полосе по зерновым хозяйствам — 20-25 %; в хлопковых и свекловичных районах, а также в среднем по стране по всем отраслям сельского хозяйства — не менее 50 % хозяйств.
Коллективизация проводилась преимущественно принудительно-административными методами. Чрезмерно централизованное управление и в то же время преимущественно низкий квалификационный уровень управленцев на местах, уравниловка, гонка за «перевыполнением планов» негативно отразились на колхозной системе в целом. Несмотря на отличный урожай 1930 года, ряд колхозов к весне следующего года остался без посевного материала, в то время как осенью часть зерновых не была убрана до конца. Низкие нормы оплаты труда на «колхозных товарных фермах» (КТФ) на фоне общей неготовности колхозов к ведению крупного товарного животноводства (отсутствие необходимых помещений под фермы, запаса кормов, нормативных документов и квалифицированных кадров (ветеринары, животноводы и т. д.)) привели к массовой гибели скота.
Попытка улучшить ситуацию принятием 30 июля 1931 г. постановления ЦК ВКП(б) и СНК СССР «О развёртывании социалистического животноводства» на практике привела на местах к принудительному обобществлению коров и мелкого скота. Подобная практика была осуждена Постановлением ЦК ВКП(б) от 26 марта 1932 года.
Поразившая страну сильнейшая засуха 1931 года и бесхозяйственность при сборе урожая привели к значительному снижению валового сбора зерновых (694,8 млн центнеров в 1931 году против 835,4 млн центнеров в 1930 году).
Несмотря на это, на местах плановые нормы сбора сельхозпродукции стремились выполнить и перевыполнить — то же касалось и плана по экспорту зерновых, несмотря на значительное падение цен на мировом рынке. Это, как и ряд других факторов, в итоге привело к сложной ситуации с продовольствием и голоду в деревнях и мелких городах на востоке страны зимой 1931—1932 годов. Вымерзание озимых в 1932 году и тот факт, что к посевной кампании 1932 года значительное число колхозов подошло без посевного материала и рабочего скота (который пал или был не пригоден для работы ввиду плохого ухода и отсутствия кормов, которые были сданы в счёт плана по общим хлебозаготовкам), привели к значительному ухудшению перспектив на урожай 1932 года. По стране были снижены планы экспортных поставок (примерно в три раза), плановых заготовок зерна (на 22 %) и сдачи скота (в 2 раза), но общую ситуацию это уже не спасало — повторный неурожай (гибель озимых, недосев, частичная засуха, снижение урожайности, большие потери при уборке, и ряд других причин) привёл к сильнейшему голоду зимой 1932 — весной 1933 годов.

### Устав колхоза
При анализе распределения доходов в колхозах в 1931 году правильным считался лишь вариант сельскохозяйственной артели, при котором распределение урожая и доходов происходило по трудодням в зависимости от количества и качества вложенного труда. Этим способом воспользовалось 80,9 % колхозов. А вариант сельскохозяйственной коммуны с распределением по едокам — применяли 8,2 % колхозов — назывался «совершенно неправильным», «антиколхозным», «проповедуемый кулаком».
Большинство коммун и ТОЗов в начале 1930-х годов перешли на Устав сельскохозяйственной артели. Артель стала основной, а затем и единственной формой колхозов в сельском хозяйстве. В дальнейшем название «сельскохозяйственная артель» потеряло своё значение, и в действующем законодательстве, партийных и правительственных документах применялось наименование «колхоз».
Примерный устав сельскохозяйственной артели был принят в 1930 году, его новая редакция была принята в 1935 году, на Всесоюзном съезде колхозников-ударников. Земля закреплялась за артелью в бессрочное пользование, не подлежала ни купле-продаже, ни сдаче в аренду. Уставы определяли размеры приусадебной земли, находившейся в личном пользовании колхозного двора — от 1/4 до 1/2 га (в некоторых районах до 1 га). Определялось и количество скота, которое можно было содержать в личном хозяйстве колхозника. Для районов 1-й группы Западно-Сибирского края, к примеру, нормы скота были таковы: 1 корова, до 2 голов молодняка, 1 свиноматка, до 10 овец и коз.
Членами артели могли стать все трудящиеся, достигшие 16-летнего возраста, кроме бывших «кулаков» и лишенцев (то есть лишённых избирательных прав по политическим причинам). Высший орган колхоза — общее собрание. Глава хозяйства — председатель — избирался общим голосованием. В помощь председателю избиралось правление колхоза. Кроме того на уровне колхоза могли действовать общественные органы — посты народного контроля колхоза, товарищеские суды колхоза, добровольные народные дружины колхоза, избираемые.
Колхозы обязывались вести плановое хозяйство, расширять посевные площади, повышать урожайность и др. Для обслуживания колхозов техникой были созданы машинно-тракторные станции.
Распределение продукции осуществлялось в такой последовательности: продажа продукции государству по твёрдым, чрезвычайно низким закупочным ценам, возврат государству семенных и прочих ссуд, расчёт с МТС за работу механизаторов, потом засыпка семян и фуража для колхозного скота, создание страхового семенного и фуражного фонда. Всё остальное можно было поделить среди колхозников в соответствии с количеством выработанных ими трудодней. Один отработанный в колхозе день мог быть засчитан как два или как полдня при разной тяжести и важности выполняемого труда и квалификации колхозников. Больше всего трудодней зарабатывали кузнецы, механизаторы, руководящий состав колхозной администрации. Меньше всего зарабатывали колхозники на вспомогательных работах.
Для стимуляции колхозного труда в 1939 году был установлен обязательный минимум трудодней (от 60 до 100 на каждого трудоспособного колхозника). Не вырабатывавшие его выбывали из колхоза и теряли все права, в том числе и право на приусадебный участок.
Государство постоянно следило за использованием колхозами выделенного им земельного фонда и соблюдением нормы скота. Устраивались периодические проверки размеров приусадебных участков, и излишки земли изымались. Только в 1939 году у крестьян было отрезано 2,5 млн га земли, после чего оказались ликвидированными все остатки хуторских хозяйств, сселённых в колхозные посёлки.
С 1940 года поставки продуктов животноводства стали осуществляться не по количеству голов скота, а по количеству земли, занятой колхозами. Вскоре этот порядок распространился и на всю остальную сельскохозяйственную продукцию. Так стимулировалось использование колхозами всех пахотных земель, закреплённых за ними.
21 февраля 1948 года по инициативе Н. Хрущёва был издан указ Президиума Верховного Совета СССР «О выселении из Украинской ССР лиц, злостно уклоняющихся от трудовой деятельности в сельском хозяйстве и ведущих антиобщественный, паразитический образ жизни». По этому указу колхозники за невыработку обязательного минимума трудодней подлежали ссылке в отдалённые местности СССР по приговорам общих собраний колхозников. Затем практику применения выселения по общественным приговорам решили распространить на большинство других республик СССР. В указе Президиума Верховного Совета СССР «О выселении в отдалённые районы лиц, злостно уклоняющихся от трудовой деятельности в сельском хозяйстве и ведущих антиобщественный, паразитический образ жизни» от 2 июня 1948 года устанавливался срок выселения приговорённых — восемь лет. До 20 марта 1953 года в общей сложности по этим указам было сослано 33 266 человек, за которыми отправились в ссылку 13 598 членов их семей.

### Паспортная система
Учреждение паспортной системы в 1932 году не предусматривало выдачу паспортов гражданам, постоянно проживающим в сельских местностях, за исключением жителей полосы вокруг Москвы, Ленинграда и Харькова. Также паспорта выдавались в совхозах в тех населённых пунктах, где были расположены машинно-тракторные станции, и в населённых пунктах в пределах 100-километровой западно-европейской пограничной полосы СССР.
В тех случаях, когда лица, проживающие в сельских местностях, выбывали на длительное или постоянное жительство в местности, где введена паспортная система, они получали паспорта в районных или городских управлениях рабоче-крестьянской милиции по месту своего прежнего жительства сроком на 1 год. По истечении годичного срока лица, приехавшие на постоянное жительство, получали по новому месту жительства паспорта на общих основаниях.
Как правило, для прописки колхозникам паспорт не требовался. Более того, крестьяне имели право проживать без прописки в случаях, когда остальные категории граждан обязаны были прописываться. Например, Постановление СНК СССР от 10.09.1940 № 1667 «Об утверждении Положения о паспортах» устанавливало, что колхозники, единоличники и другие лица, проживающие в сельской местности, где не введена паспортная система, прибывающие в города своей области на срок до 5 суток, проживают без прописки (остальные граждане, кроме военнослужащих, также не имевших паспортов, обязаны были прописаться в течение 24 часов). То же постановление освобождало колхозников и единоличников, временно работающих в период посевной или уборочной кампании в совхозах и МТС в пределах своего района, хоть бы там и была введена паспортная система, от обязанности проживать с паспортом.
Согласно постановлению Совета народных комиссаров СССР № 2193 от 19 сентября 1934 года «О прописке паспортов колхозников-отходников, поступающих на работу в предприятия без договоров с хозорганами», в местностях, предусмотренных Инструкцией о выдаче гражданам Союза ССР паспортов: в Москве, Ленинграде и Харькове, а также в 100-километровой полосе вокруг Москвы и Ленинграда и в 50-километровой полосе вокруг Харькова, колхозник-отходник (крестьянин, ушедший на работу на предприятия промышленности, стройки и т. п., но сохраняющий членство в колхозе) не мог быть принятым на работу без зарегистрированного в правлении колхоза договора с хозорганом иначе, как при наличии паспорта (выше уже отмечалось, что в этих местностях колхозникам были выданы паспорта) и справки правления колхоза о его согласии на отход колхозника. Прописка в этом случае производилась на трёхмесячный срок.
Постановлением ЦИК и СНК СССР от 17.03.1933 «О порядке отходничества из колхозов» устанавливалось, что колхозник, самовольно, без зарегистрированного в правлении колхоза договора с «хозорганом» — предприятием, куда он устраивался на работу, покинувший колхоз, подлежит исключению из колхоза. Таким образом, крестьянин мог уйти из колхоза, сохранив статус колхозника, только уведомив правление колхоза. При этом препятствие со стороны местных органов власти, колхозных организаций отходу крестьян на промысел и сезонные работы влекло для соответствующих руководителей уголовную ответственность.
О ситуации с паспортами в сельской местности в 1967 году даёт представление доклад первого заместителя председателя Совмина СССР Дмитрия Полянского:

По данным Министерства охраны общественного порядка СССР, число лиц, проживающих сейчас в сельской местности и не имеющих права на паспорт, достигает почти 58 млн человек (в возрасте 16 лет и старше); это составляет 37 процентов всех граждан СССР. Отсутствие паспортов у этих граждан создаёт для них значительные трудности при осуществлении трудовых, семейных и имущественных прав, поступлении на учёбу, при получении различного рода почтовых отправлений, приобретении товаров в кредит, прописке в гостиницах и т. п…

В принятой в 1970 году «Инструкции о порядке прописки и выписки граждан исполкомами сельских и поселковых Советов депутатов трудящихся», утверждённой Приказом МВД СССР, было указано, что «в виде исключения разрешается выдача паспортов жителям сельской местности, работающим на предприятиях и в учреждениях, а также гражданам, которым в связи с характером выполняемой работы необходимы документы, удостоверяющие личность».
Наконец, в 1974 году было принято новое «Положение о паспортной системе в СССР» (утверждено Постановлением Совета министров СССР от 28.08.1974 N 677), согласно которому паспорта стали выдавать всем гражданам СССР с 16-летнего возраста, впервые включая и жителей села, колхозников. Полная паспортизация началась 1 января 1976 года и закончилась 31 декабря 1981 года. За шесть лет в сельской местности было выдано 50 миллионов паспортов.

### В оккупации
На территориях немецкой оккупации в течение нескольких месяцев колхозы продолжали существовать. Роспуск колхозов и раздел их имущества был запрещён приказом германского командования, изданным в декабре 1941 года, согласно которому все продовольствие и колхозное имущество предписывалось взять на учёт. Германские власти запланировали поэтапную ликвидацию колхозной системы. 16 февраля 1942 года вышло распоряжение А. Розенберга «Новый порядок землепользования», заложившее основу новой аграрной политики. Среди прочего, документ провозглашал создание самостоятельных единоличных хозяйств — хуторов и отрубов. Крестьяне по желанию могли отделяться, единолично владеть как землей, так и лошадьми, инвентарем и техникой. Повинностью для отделившихся оставался сельхозналог. Начавшаяся аграрная реформа длительное время представляла собой лишь номинальный отказ от колхозной системы. Из-за отсутствия изменений крестьяне были разочарованы тем, что немцы фактически сохраняли колхозную систему, ограничившись переименованием. 
Действительная передача колхозной земли в частную собственность на Кубани начала проводиться только в 1942 году. Кроме того, казаки получили гарантию свободы в области религии, культуры, образования. Сформированный к 1 октября 1942 года казачий район включал шесть административных районов, население которых составило 160 тысяч человек. Частное владение землёй на территории Калининской, Ленинградской, Новгородской, Псковской областей и Локотского самоуправления появилось лишь весной 1943 года.
В качестве контрмеры советские партизаны по указанию руководства распространяли слухи о предстоящем роспуске колхозов после окончания войны.

### Дело Гордова
В 1947 году за критику колхозой системы и лично Сталина был арестован герой обороны Сталинграда генерал-полковник В. Н. Гордов. На основании негласной прослушки Гордову были предъявлены обвинения по статье 58-11 (создание контрреволюционной организации), 58-1б (покушение на измену Родине), 58-8 (покушение на совершение террористического акта в отношении руководителей СССР). 24 августа 1950 года Гордов был расстрелян.

### После смерти Сталина
После смерти Сталина политика государства по отношению к колхозам изменилась. Исключение из колхозов было запрещено, выплаты по трудодням были освобождены от налога, налог на приусадебные участки колхозников был уменьшен (он стал вдвое ниже, чем у рабочих и служащих).
Новый устав сельхозартели 1956 года разрешил колхозникам самим определять размеры приусадебного участка, количество скота, находящегося в личной собственности, минимум трудодней, а обязательные поставки и натуроплаты заменил закупом. Изменились и принципы оплаты труда в колхозах: вводилось ежемесячное авансирование и форма денежной оплаты по дифференцированным расценкам труда. В 1966 году оплата по трудодням была заменена гарантированной оплатой труда.
Ещё одной характерной тенденцией послесталинского периода стала тенденция к преобразованию колхозов в совхозы. В первую очередь преобразовывались колхозы, задолжавшие государству большие суммы за технику, приобретённую ими в ходе реорганизации машинно-тракторных станций, а также просто экономически слабые хозяйства. Также было преобразовано большое количество пригородных колхозов, в том числе и экономически сильных, с целью увеличения производства овощей, картофеля, молочных продуктов и улучшения снабжения ими городского населения, удельный вес которого в стране неуклонно возрастал. Нередко сами колхозники активно выступали за такое преобразование, которое гарантировало бы им стабильную заработную плату, пенсию и другие социальные льготы, характерные для работников советского госсектора. Порядок преобразования регулировало Постановление Совета Министров СССР и ЦК КПСС от 3 мая 1957 г. № 495 «О порядке передачи колхозного имущества при преобразовании колхозов в совхозы». В период с 1954 по 1981 год в совхозы было преобразовано 27 859 колхозов, что составляло 30,6 % от их общего числа на 1 января 1954 года.
Тем не менее, жизнь колхозников оставалась достаточно тяжёлой, они подвергались различным ограничениям. Так, экономист и краевед, известный общественный деятель казахской общины Республики Алтай, П. С. Мухтасыров вспоминал:

Объезжая животноводов, повсюду видел невероятную бедность, нехватку во всём. Каждое домохозяйство платило государству налог мясом. Дефицитный товар можно было продать только тем, кто сдал государству мясо и яйца. На сданные яйца можно было приобрести эмалированную посуду, но казахи кур не держали. Шесть метров бархата — это один сданный телёнок. Одно радовало — не было голода и вовремя поступала мука. Хотя народ был плохо одет и обут, но он терпеливо и с большой надеждой смотрел в будущее, любил праздники и общение. До хрущёвских реформ, если в подворье была одна корова, тогда государству бесплатно надо было сдать десять килограммов масла. Лишь весной 1966 года появилось право колхозников на гарантированную оплату труда. Была восстановлена паспортная система. Эксперименты по принятию нового устава колхоза также отрицательно влияли на благосостояние народа... Если при Хрущёве было запрещено держать лошадей, то при Брежневе разрешено. 

### После распада СССР
В 1990-е годы большинство колхозов  прекратили своё существование, либо преобразовались в хозяйственные общества, производственные кооперативы, товарищества или фермерские хозяйства (аналог частного унитарного предприятия). 
В ныне действующем российском законодательстве (Федеральный закон № 193-ФЗ «О сельскохозяйственной кооперации») термин «колхоз» используется в качестве синонима термина «сельскохозяйственная (рыболовецкая) артель» — разновидности сельскохозяйственного производственного кооператива, для которой характерно объединение имущественных взносов с передачей их в паевой фонд кооператива и личное трудовое участие. 
В 2008 году появился проект по возрождению колхозов в качестве инструмента ликвидации безработицы и поднятия села, но эта инициатива в связи с экономическим кризисом 2008 года была отложена до «лучших времён».
27 мая 2016 года губернатор Иркутской области Сергей Левченко заявил о планах по возрождению колхозов на отдалённых северных территориях региона. Хозяйства будут создаваться в отдалённых северных районах, чтобы объединить местных фермеров и предпринимателей[обновить данные].

## Влияние колхозов на население
Экономическая политика СССР в целом, как и практика колхозов в частности, не требовали навыков предпринимательства и не опирались на понятия частной собственности.
Колхозная система распространялась на всю территорию СССР, затрагивая, в том числе и население, которое ранее не знало крепостного права и жизни при помещике. Из-за запрета частной собственности многие коренные народы России (татары, башкиры, дагестанцы и другие) перестали заниматься традиционным хозяйством, были лишены возможности производства необходимых продуктов питания в своем подворье и таким образом стали материально зависимы от властей, чего не было при Российской Империи.

## В искусстве
В 1930—1960-е годы во многих песнях, фильмах и книгах пропагандировалась жизнь в колхозах, рассказывалось о хорошей и дружной работе колхозников, где герои были довольны своей жизнью и работой. Но были и критические произведения, примерами которых могут служить изданные ещё при СССР серии романов Бориса Можаева и Фёдора Абрамова. В то же время в обывательской речи слово «колхоз» стало употребляться в качестве синонима бардака, неорганизованности и беспорядка, а прилагательное «колхозное» стало обозначать неряшливый, некачественный, неэстетичный продукт или товар.

### В изобразительном искусстве
- «Рабочий и колхозница» — монументальная скульптура, установленная в Москве у входа на Всесоюзную сельскохозяйственную выставку (ныне ВДНХ), олицетворение «победы социализма в СССР»; установлена в Москве. Концепция и композиционный замысел принадлежат архитектору Борису Иофану, автор пластического воплощения — Вера Мухина[30].
- «Хлеб» (1949) — картина Татьяны Яблонской, удостоенная Сталинской премии II степени.

### В литературе
- «Поднятая целина» (1932/1959) — роман Михаила Шолохова
- «Прохор XVII и другие» (1954) — сборник сатирических рассказов Гавриила Троепольского
- «Мужики и бабы» (1972—73 и 1978—80) — роман-хроника Бориса Можаева

### В кинематографе
- «Земля» (1930)
- «Богатая невеста» (1938)
- «Трактористы» (1939)
- «Кубанские казаки» (1949)
- «Свадьба с приданым» (1953)
- «Гость с Кубани» (1955)
- «Иван Бровкин на целине» (1958)
- «Поднятая целина» (1959)
- «Ссора в Лукашах» (1959)
- «Простая история» (1960)
- «Председатель» (1964)
- «Живёт такой парень» (1964)
- «Человек на своём месте» (1972)
- «Калина красная» (1973)
- «Вас ожидает гражданка Никанорова» (1978)
- «Живите в радости» (1978)
- «Из жизни Федора Кузькина» (1989) по Борису Можаеву
- «Прощай, Гульсары!» (2008)
- «Вчера закончилась война» (2010)
- «Две зимы и три лета» (2014) по одноимённому роману Фёдора Абрамова